# Cacca (emoji)
La cacca (💩) è un'emoji che ha l'aspetto di un escremento sorridente. Benché in Giappone, dove ebbe origine, sia un segno di buona fortuna, in Occidente, viene invece usata nelle discussioni online come significato letterale, a fini comici, per affermare qualcosa in modo passivo-aggressivo o per indicare qualcosa di brutto.

## Storia
Il primo simbolo virtuale raffigurante una cacca faceva parte di un set di immagini contenute nel J-Phone messo in commercio nel 1997. Tuttavia, a causa degli alti costi del dispositivo, queste immagini ebbero poca visibilità. Sul finire del decennio, quando Shigetaka Kurita inventò le vere e proprie emoji, gli operatori di telefonia giapponesi SoftBank, NTT docomo e Au lanciarono la loro versione del simbolo della cacca.
Nel 2007, la Google, nel tentativo di espandere la propria presenza in Giappone e in tutta l'Asia, avviò una partnership con la Au per sviluppare nuove emoji da usare per il suo servizio Gmail. Tale progetto prendeva il nome in codice "Mojo". L'immagine dell'escremento presente su Gmail, che era senza volto e circondata da mosche animate, venne realizzata dagli artisti di Google Doodle Ryan Germick e Susie Sahim. Per crearla, si ispirarono alla cacca che compare nel fumetto Dr. Slump di Akira Toriyama. Il product manager della Google Takeshi Kishimoto convinse il manager di Gmail a includere quell'immagine in quanto ritenuta da lui la "più utile". Ciò venne confermato da un'analisi statistica condotta da Google per scoprire quali emoji fossero le più popolari tra gli utenti giapponesi. Secondo l'ingegnere del software di Google Darren Lewis, l'emoji a forma di mucchio di cacca "svettava" in termini di popolarità.
Google iniziò a impiegare le emoji su Gmail nell'ottobre del 2008; un mese più tardi, la Apple aggiunse la sua versione della cacca nel suo sistema operativo iPhone OS.
L'emoji venne approvata come parte di Unicode 6.0 nel 2010 e divenne parte della documentazione ufficiale nel 2015. Nel 2017 una versione alternativa dell'emoji venne selezionata per entrare a far parte di una futura versione di Unicode. Tuttavia, a causa del feedback negativo ottenuto dagli esperti di WG2 Michael Everson e Andrew West, essa venne esclusa dalla lista delle immagini candidate.
L'emoji della cacca è comparsa più volte nella cultura di massa ed è stato oggetto di qualche caso di cronaca.